# Marsenina rhombica
Marsenina rhombica är en snäckart som först beskrevs av Dall 1871.  Marsenina rhombica ingår i släktet Marsenina och familjen Lamellariidae. Inga underarter finns listade i Catalogue of Life.